# Kōsei Tanaka
Kōsei Tanaka (jap. 田中恒成; ur. 15 czerwca 1995 w Tajimi  w prefekturze Gifu) – japoński bokser, mistrz świata WBO kategorii słomkowej i WBO w kategorii junior muszej.
Zaczynał od uprawiania karate, będąc w jedenastu lat  zainteresował się boksem. Szybko przeszedł na zawodowstwo z rekordem amatorskim 46-5 (18 KO).

## Kariera zawodowa
Karierę zawodową rozpoczął 10 listopada 2013. Pokonał jednogłośnie na punkty 60:53, 60:54 i 59:55 w sześciorundowym pojedynku Indonezyjczyka Oscara Raknafa (12-4, 5 KO).
16 marca 2014 w Nagoi wygrał  jednogłośnie na punkty 79:72, 79:73 i 79:74 w ośmiorundowym pojedynku z  Filipińczykiem Ronellem Ferrerasem (13-6-2, 6 KO) a 20 lipca 2014 znokautował w pierwszej rundzie również Filipińczyka Crisona Omayao (16-7-2, 4 KO).
30 października 2014 w Tokio wygrał przez techniczny nokaut w dziesiątej rundzie z rodakiem Ryuji Harą (18-0, 10 KO), zdobywając tytuł OPBF.
30 maja 2015 w Komaki pokonał  jednogłośnie na punkty 117:111, 117:111 i 115:113 Meksykanina Juliana Yedrasa (24-2, 13 KO), zdobywając w piątej zawodowej walce wakujący pas WBO w wadze słomkowej.
31 grudnia 2015 w Nagoi w pierwszej obronie tytułu WBO w dywizji słomkowej, wygrał przez nokaut w szóstej z Filipińczykiem Vicem Saludarem (11-2, 9 KO).
31 grudnia 2016 w japońskim Gifu, pokonał przez techniczny nokaut  w piątej rundzie  Meksykanina Moisesa Fuentesa (24-3-1, 13 KO), zdobywając wakujący pas WBO w kategorii junior muszej. Zostając mistrzem świata w drugiej kategorii wagowej w swojej ósmej zawodowej walce.

## Lista walk zawodowych
| Wynik      | Rekord | Przeciwnik                      | Rozstrzygnięcie | Runda        | Data                 | Miejsce                                               | Uwagi¨                              |
| ---------- | ------ | ------------------------------- | --------------- | ------------ | -------------------- | ----------------------------------------------------- | ----------------------------------- |
| Zwycięstwo | 6-0    | Vic Saludar (11-2, 9 KO)        | KO              | 6 (12) 2:15  | 31 grudnia 2015      | Aichi Prefectural Gymnasium, Nagoja, Aichi, Japonia   | Obrona tytułu federacji WBO         |
| Zwycięstwo | 5-0    | Julian Yedras (24-1, 13 KO)     | UD              | 12           | 30 maja 2015         | Park Arena, Komaki, Aichi, Japonia                    | Zdobył wakujący tytuł federacji WBO |
| Zwycięstwo | 4-0    | Ryuji Hara (18-0, 10 KO)        | TKO             | 10 (12) 0:50 | 30 października 2014 | Korakuen Hall, Tokio, Japonia                         | zdobycie tytułu OPBF.               |
| Zwycięstwo | 3-0    | Crison Omayao (16-7-2, 4 KO)    | KO              | 1 (10) 1:55  | 20 lipca 2014        | International Conference Hall, Nagoja, Aichi, Japonia |                                     |
| Zwycięstwo | 2-0    | Ronelle Ferreras (13-6-2, 6 KO) | UD              | 8            | 16 marca 2014        | International Conference Hall, Nagoja, Aichi, Japonia |                                     |
| Zwycięstwo | 1-0    | Oscar Raknafa (12-4, 5 KO)      | UD              | 6            | 10 listopada 2013    | International Conference Hall, Nagoja, Aichi, Japonia | debiut zawodowy                     |

TKO – techniczny nokaut, KO – nokaut, UD – jednogłośna decyzja, SD- niejednogłośna decyzja, MD – decyzja większości, PTS – walka zakończona na punkty, DQ – dyskwalifikacja